# パゴパゴ国際空港
パゴパゴ国際空港（パゴパゴこくさいくうこう、英: Pago Pago International Airport）は、アメリカ領サモアの首都、パゴパゴにある国際空港。

## 歴史
真珠湾攻撃後にアメリカ海軍によって建設が開始され、1942年3月17日にタフナ飛行場（Tafuna Airfield）として開港した。
旅客便の就航は、太平洋戦争終結後の1946年11月にパンアメリカン航空がダグラス DC-4で乗り入れたのが最初である。

## 就航路線

### 旅客便
| 航空会社                         | 目的地                                       |
| -------------------------------- | -------------------------------------------- |
| ハワイアン航空                   | ホノルル                                     |
| インターアイランド・エアウェイズ | アピア/ファレオロ、オフ、タウ（オフ経由）    |
| ポリネシアン航空                 | アピア/ファガリィ、オフ、タウ（オフ経由）    |
| サモア航空                       | アピア/ファレオロ、アピア/ファガリィ、マオタ |
| タロファ・エアラインズ           | アピア/ファレオロ、アピア/ファガリィ         |

### 貨物便
| 航空会社                           | 目的地   |
| ---------------------------------- | -------- |
| アジア・パシフィック・エアラインズ | ホノルル |

### 就航都市一覧
ポリネシア
- アメリカ領サモア : オフ＝オロセガ島、タウ島
- サモア : アピア、サレロロガ（英語版）
- アメリカ合衆国 : ホノルル

### 過去
| 航空会社           | 目的地             |
| ------------------ | ------------------ |
| パンアメリカン航空 | ホノルル、シドニー |

## 事件と事故
- 1974年1月30日 パンアメリカン航空806便（ボーイング707-321B、オークランド発パゴパゴ、ホノルル経由ロサンゼルス行き）が、パゴパゴ国際空港に着陸進入中にウィンドシアーを受け空港手前に墜落し、乗客乗員101人中97人が死亡した。